# Raoulia eximia
Raoulia eximia is een plantensoort uit het geslacht Raoulia.

## Determinatie
Raoulia eximia is een halfstruik die opvallende, grijze kussens vormt. De plant kan een hoogte bereiken van 1 m en een diameter van ook ongeveer 1 m. Tijdens de bloei (november tot januari) verschijnen er 10–15 kleine bloemen.

## Ecologie
De soort komt voor op rotsachtige groeiplaatsen in de subalpiene en alpiene zone. Het gaat vooral om ijle rotsvegetatie op puinhellingen en puinwaaiers.

## Verspreiding
Het verspreidingsgebied van Raoulia eximia strekt zich uit over het Nieuw-Zeelandse Zuidereiland, waar de soort 
endemisch is.